# Østfold
Østfold je okrug u Norveškoj u zemljopisnoj regiji Østlandet (Istočna Norveška).

## Zemljopis
Østfold graniči s okrugom Akershus na sjeveru te sa švedskom županijom Västra Götaland na istoku. Središte okruga je Sarpsborg dok je najveći grad Fredrikstad.

## Stanovništvo
Østfold je šesti po broju stanovnika okrug u Norveškoj, prema podacima iz 2008. godine u njemu živi 267.039 stanovnika, dok je gustoća naseljenosti 66 stan./km²

## Općine
Østfold je podjeljen na 26 općina:
1. Aremark
2. Askim
3. Eidsberg
4. Fredrikstad
5. Halden
6. Hobøl
7. Hvaler
8. Marker
9. Moss
10. Rakkestad
11. Rygge
12. Rømskog
13. Råde
14. Sarpsborg
15. Skiptvet
16. Spydeberg
17. Trøgstad
18. Våler

## Vanjske poveznice
- Službena stranica Østfold  Arhivirana inačica izvorne stranice od 3. kolovoza 2017. (Wayback Machine)

### Ostali projekti
|  | Zajednički poslužitelj ima još gradiva o temi Østfold |